# Curt Schmalenbach
Curt Schmalenbach (* 24. Februar 1910 in Elberfeld; † 15. Juni 1944) war im NS-Staat im Rahmen der NS-Krankenmorde als Arzt bei der Krankenselektion, als stellvertretender Leiter in der NS-Tötungsanstalt Sonnenstein in Pirna und als Leiter der NS-Tötungsanstalt Hadamar tätig.

## Herkunft
Curt Schmalenbach studierte Medizin und engagierte sich bereits 1931/32 in der SS. 1932 trat er zum ersten Mal in die NSDAP ein, wurde jedoch wieder ausgeschlossen, als er keine Mitgliedsbeiträge mehr leistete.
Schmalenbach promovierte und lernte als junger Arzt in der Heil- und Pflegeanstalt Sonnenstein in Pirna deren Leiter und nachmaligen medizinischen Leiter des nationalsozialistischen „Euthanasie“-Programms Hermann Paul Nitsche kennen.
1938 wurde Schmalenbach zur Ableistung seines Militärdienstes in der Luftwaffe eingezogen. Danach fand er eine Beschäftigung als wissenschaftlicher Mitarbeiter in einer chemischen Fabrik in Dresden-Radebeul und wurde Mitte 1940 zum Medizinalrat ernannt.
Er starb am 15. Juni 1944 bei einem Flugzeugabsturz über dem Comer See.

## In der T4-Organisation
Nach der Liste der T4-Gutachter wurde Schmalenbach ab 26. Juni 1940 in der Rubrik „Ärzte in der Zentrale“ geführt. Als Gutachter war er ab 28. August 1941 registriert. Ende 1940 trat Schmalenbach erneut in die NSDAP ein.
Erster Einsatzort war die Vergasungsanstalt Sonnenstein in Pirna. Deren Leiter, Horst Schumann, gab später an, dass Schmalenbach im Herbst 1940 dort eingetroffen und von ihm in seine Aufgaben eingewiesen worden sei. Während seiner Abwesenheit habe Schmalenbach die Vergasungen selbst auszuführen gehabt. Wie in allen Tötungsanstalten üblich, unterschrieb er die Sterbeurkunden und die „Trostbriefe“ an die Hinterbliebenen der Opfer nicht mit seinem richtigen Namen, sondern mit dem Tarnnamen „Dr. Palm“.
Nach der Zuweisung der T4-Ärzte Kurt Borm und Klaus Endruweit im November und Dezember 1940 an die Anstalt Sonnenstein wurde Schmalenbach in die Zentraldienststelle T4 beordert und künftig als Verbindungsmann zwischen Zentrale und den Vergasungsanstalten eingesetzt.
Auch als T4-Gutachter war er in zahlreichen Anstalten, so in Andernach, Bethel, Galkhausen, Göppingen, in den Neudettelsauer Anstalten, im Riedhof bei Ulm sowie in Schwäbisch Hall. Hier wurden die Kranken für die Tötungsanstalten selektiert. Dabei wurde zumeist nach „Aktenlage“, nach den Krankengeschichten und den Auskünften des Pflegepersonals entschieden. Ein Arzt namens Krause in der Anstalt Galkhausen sagte aus, dass Schmalenbach mit seiner Begutachtung wesentlich schneller fertig war als seine beiden Kollegen, die er entrüstet fragte: „Was, Sie wollen noch Kranke zurückstellen?“. Krause hatte dabei den Eindruck, „daß Dr. Schmalenbach die gewissenhafte Arbeit seiner beiden älteren Kollegen nicht zusagte und als wenn er seine Entscheidungen verhältnismäßig oberflächlich getroffen hätte.“
Seine Gutachtertätigkeit bezog sich auch auf die „Aktion 14f13“, die Selektion von arbeitsunfähigen Häftlingen in den Konzentrationslagern für die Vergasung in den drei nach dem Stopp der „Aktion T4“ am 24. August 1941 noch verbliebenen NS-Tötungsanstalten Bernburg, Sonnenstein und Hartheim. So war Schmalenbach beispielsweise im November 1941 zu Selektionen in den KZ Buchenwald und Ravensbrück.
Zum Ende des Jahres 1941 wurde Schmalenbach zum Leiter der nicht mehr zu Vergasungen genutzten Tötungsanstalt Hadamar ernannt. In der Zentraldienststelle T4 war bis zum Sommer 1942 noch nicht bekannt, ob die Gasmorde nach dem Stopp wieder aufgenommen werden sollten. Inzwischen wurden die NS-Tötungsanstalten weiter in Bereitschaft gehalten. Das Pflegepersonal wurde teils zu Heil- und Pflegeanstalten oder zum „Osteinsatz“ abgeordnet. Dies war ein Sanitätseinsatz der Organisation Todt im Winter 1941/42, an dem T4-Angehörige aus den Vergasungsanstalten teilnahmen, unter Leitung von Viktor Brack, dem Leiter des Hauptamtes II der Kanzlei des Führers und hauptverantwortlichen Organisator der Aktion T4. Auch Schmalenbach nahm an diesem Einsatz vom Januar bis März 1942 teil und wurde in einem Lazarett im weißrussischen Minsk zur Versorgung von verwundeten und kältegeschädigten Soldaten der Ostfront eingesetzt.
Im Sommer 1942 wurde in Berlin die teilweise Auflösung der Tötungsanstalten beschlossen. In Hadamar wurden daher die entsprechenden Anlagen entfernt, die genutzten Gebäude wieder in den Ursprungszustand versetzt und die Räumlichkeiten für ihre vormalige Nutzung hergerichtet. Schmalenbach hatte diese Maßnahmen zu organisieren und ihre Verwaltung abzuwickeln. Die schriftlichen Unterlagen über die Aktion T4 in Hadamar wurden nach Berlin übersandt, wo die „Landes-Heil- und Pflegeanstalt Hadamar – Abwicklungsstelle Berlin“ eingerichtet worden war. Die Arbeiten in Hadamar waren bis Ende Juli beendet, so dass die Anstalt am 31. Juli 1942 wieder in die Trägerschaft des Bezirksverbandes Hessen-Nassau in Wiesbaden zurückgegeben werden konnte.
Schmalenbach wurde dann als Stabsarzt eingesetzt und kam im Januar 1943 an die Universitätsfrauenklinik in Greifswald. Von dort teilte er seinem T4-Gutachterkollegen Friedrich Mennecke am 27. Januar 1943 mit:
„Nun bin ich schon fast 4 Wochen wieder hier im Dienst … Ich warte hier, nachdem ich von Blankenburg nicht zur Luftwaffe fortgelassen werde, jedenfalls vorerst noch nicht, auf einen erneuten Sondereinsatz Rußland. Dieser soll diesmal direkt von Prof. Brandt ausgehen und die notwendige Mannschaft ist fertig ausgebildet und soll an irgendeinem Brennpunkt eingesetzt werden.“
Ein solcher Einsatz fand nach bisheriger Forschungslage nicht statt. Schmalenbachs Tätigkeiten zwischen Januar 1943 und Juni 1944 sind unbekannt. Er kam am 15. Juni 1944 bei einem Flugzeugabsturz über dem Comer See in Italien ums Leben.
Über die „politische Zuverlässigkeit“ Schmalenbachs existiert ein im Auftrag der Kanzlei des Führers vom Leiter der Münchner NSDAP erstelltes Gutachten vom 8. Juli 1941. Darin heißt es:
„Curt Schmalenbach – wohnhaft seit Februar 1940 in München […] – ist seines Berufs Arzt, steht aber nach den vorgelegten Ausweisen seit 1932 zur besonderen Verwendung des SS-Reichsführers  Himmler, der Kanzlei des Führers und des Oberkommandos der Wehrmacht. Er wurde erst vor kurzem zum Reg.Rat ernannt und ist mit Geheimaufträgen stets auf Fahrt (so nach Paris, Warschau, Prag, Wien usw.). Er besitzt außerdem einen Ausweis von der Geheimkanzlei des Führers (R.L. Bouhler), wonach er berechtigt ist, jede Auskunft über seine Tätigkeit und den Zweck seiner Reise zu verweigern.“